# 馬元調
馬元調（？—1645年），字巽甫，又字簡堂，直隸蘇州府嘉定縣人，明末藏書家、經學家。

## 生平
早年為諸生，師從婁堅，精通經史，論斷精確，並出版元稹、白居易的作品集（《元氏長慶集》與《白氏長慶集》）。黃淳耀稱讚他：“今先生於殘山剩水間，獨抱遺經，使後世讀書種子不絕，莫大之功也。”弘光元年（1645年）閏六月十七日，清軍圍堵嘉定，馬元調協守東門，堅持十餘日，城破殉難。